# III liga polska w piłce nożnej (1954)
III liga polska w piłce nożnej (1954) – 2. edycja rozgrywek trzeciego poziomu ligowego piłki nożnej mężczyzn w Polsce. Rozgrywki prowadzone w 8 grupach, następnie zwycięzcy grup występują w eliminacjach do II ligi.
| Poziomy rozgrywkowe w sezonie 1954 | Poziomy rozgrywkowe w sezonie 1954 | Poziomy rozgrywkowe w sezonie 1954 |
| Rozgrywki                          | P                                  | Nazwa                              |
| ---------------------------------- | ---------------------------------- | ---------------------------------- |
| Centralne                          | I                                  | I Liga                             |
| Centralne                          | II                                 | II Liga                            |
| Makroregionalne                    | III                                | III Liga (8 grup)                  |
| Wojewódzkie (17 okręgów)           | IV                                 | A klasa                            |
| Wojewódzkie (17 okręgów)           | V                                  | B klasa                            |
| Wojewódzkie (17 okręgów)           | VI                                 | C klasa                            |
| Wojewódzkie (17 okręgów)           | VII                                | D klasa                            |

## Nowe zespoły
| (s) Spadkowicze z II ligi                                                      |
| ------------------------------------------------------------------------------ |
| Kolejarz Leszno, Spójnia Warszawa, Gwardia Lublin                              |
| (b) Beniaminki z lig okręgowych                                                |
| I gr.: Stal Zabrze, Stal Nowy Bytom, Stal Siemianowice Śląskie, Ogniwo Bielsko |
| II gr.: Prokocim Kraków, Fablok Chrzanów                                       |
| III gr.: Stal PZO Warszawa, Ogniwo Warszawa                                    |
| IV gr.: Kolejarz Arka Gdynia, Spójnia-Darzbór Szczecinek                       |
| V gr.: Kolejarz Kępno, Unia Gorzów Wielkopolski                                |
| VI gr.: Unia Racibórz, Stal Świdnica                                           |
| VII gr.: Gwardia Rzeszów, Stal Stalowa Wola                                    |
| VIII gr.: Stal Radom,                                                          |

## Grupa I (stalinogródzko-sosnowiecka)
| Lp.    | Drużyna                           | M   | Z  | R | P  | Bramki | Bramki | Różn. | Pkt. | Uwagi                        |
| ------ | --------------------------------- | --- | -- | - | -- | ------ | ------ | ----- | ---- | ---------------------------- |
| 1      | Stal Lipiny (Świętochłowice)      | 26  | 15 | 6 | 5  | 46     | 29     | +17   | 36   | awans do II ligi po barażach |
| 2      | Górnik Szopienice(b)              | 26  | 15 | 4 | 7  | 74     | 56     | +18   | 34   |                              |
| 3      | Górnik Knurów                     | 26  | 15 | 3 | 8  | 54     | 39     | +15   | 33   |                              |
| 4      | Górnik Radzionków                 | 26  | 12 | 7 | 7  | 70     | 30     | +40   | 31   |                              |
| 5      | Stal Zabrze(b)                    | 26  | 12 | 6 | 8  | 61     | 46     | +15   | 30   |                              |
| 6      | Stal Nowy Bytom (b)               | 26  | 11 | 6 | 9  | 47     | 40     | +7    | 28   |                              |
| 7      | Stal Siemianowice Śląskie(b)      | 26  | 13 | 2 | 11 | 47     | 43     | +4    | 28   |                              |
| 8      | LZS Podlesie                      | 26  | 13 | 4 | 10 | 46     | 48     | -2    | 28   |                              |
| 9      | Stal Czechowice                   | 26  | 13 | 2 | 11 | 46     | 49     | -3    | 28   |                              |
| 10     | Stal Gliwice                      | 26  | 9  | 8 | 9  | 43     | 39     | +4    | 26   |                              |
| 11     | Ogniwo Bielsko (Bielsko-Biała)(b) | 26  | 11 | 2 | 13 | 57     | 51     | +6    | 24   |                              |
| 12     | Konstal Chorzów                   | 26  | 7  | 3 | 16 | 37     | 65     | -28   | 17   | Spadek do klasy A            |
| 13     | Spójnia Stalinogród               | 26  | 5  | 4 | 17 | 41     | 88     | -47   | 14   | Spadek do klasy A            |
| 14     | Górnik Brzozowice-Kamień          | 26  | 1  | 5 | 20 | 29     | 75     | -46   | 7    | Spadek do klasy A            |
| Tabela | Tabela                            | 364 |    |   |    | 697    | 697    |       | 364  |                              |

- Naprzód Janów występował pod nazwą Górnik Szopienice[2][3]

## Grupa II (krakowska)
| Lp.    | Drużyna                       | M   | Z   | R  | P   | Bramki | Bramki | Różn. | Pkt. | Uwagi             |
| ------ | ----------------------------- | --- | --- | -- | --- | ------ | ------ | ----- | ---- | ----------------- |
| 1      | Prokocim Kraków(b)            | 22  | 13  | 4  | 5   | 38     | 22     | +16   | 30   | Baraże do II ligi |
| 2      | Koszarawa Żywiec              | 22  | 11  | 7  | 4   | 43     | 33     | +10   | 29   |                   |
| 3      | Dąbski KZPS Kraków            | 22  | 12  | 4  | 6   | 43     | 30     | +13   | 28   |                   |
| 4      | Włókniarz Andrychów           | 22  | 10  | 5  | 7   | 30     | 21     | +9    | 25   |                   |
| 5      | Unia Borek (Kraków)           | 22  | 10  | 3  | 9   | 36     | 33     | +3    | 23   |                   |
| 6      | Spójnia Bieżanów              | 22  | 8   | 6  | 8   | 28     | 29     | -1    | 22   |                   |
| 7      | Kolejarz Nowy Sącz            | 22  | 10  | 2  | 10  | 33     | 36     | -3    | 22   |                   |
| 8      | Włókniarz Chełmek             | 22  | 9   | 3  | 10  | 31     | 33     | -2    | 21   |                   |
| 9      | Stal Huta im. Lenina (Kraków) | 22  | 7   | 4  | 11  | 24     | 32     | -8    | 18   |                   |
| 10     | Unia Oświęcim                 | 22  | 7   | 3  | 12  | 28     | 38     | -10   | 17   | Spadek do klasy A |
| 11     | Fablok Chrzanów(b)            | 22  | 6   | 3  | 13  | 28     | 42     | -14   | 15   | Spadek do klasy A |
| 12     | Nadwiślan Kraków              | 22  | 5   | 4  | 13  | 28     | 41     | -13   | 14   | Spadek do klasy A |
| Tabela | Tabela                        | 264 | 108 | 48 | 108 | 390    | 390    |       | 264  |                   |

## Grupa III (warszawsko-białostocko-olsztyńska)
| Lp.    | Drużyna                | M   | Z | R | P | Bramki | Bramki | Różn. | Pkt. | Uwagi                        |
| ------ | ---------------------- | --- | - | - | - | ------ | ------ | ----- | ---- | ---------------------------- |
| 1      | Spójnia Warszawa(s)    | 20  |   |   |   | 63     | 18     | +45   | 34   | awans do II ligi po barażach |
| 2      | Kolejarz Olsztyn       | 20  |   |   |   | 54     | 36     | +18   | 24   |                              |
| 3      | Kolejarz Pruszków      | 20  |   |   |   | 50     | 37     | +13   | 24   |                              |
| 4      | Unia Chodaków          | 20  |   |   |   | 41     | 36     | +5    | 21   |                              |
| 5      | Gwardia Białystok      | 20  |   |   |   | 28     | 35     | -7    | 19   |                              |
| 6      | Kolejarz Wołomin       | 20  |   |   |   | 32     | 35     | -3    | 18   |                              |
| 7      | Stal PZO Warszawa(b)   | 20  |   |   |   | 42     | 48     | -6    | 18   |                              |
| 8      | Stal Okęcie (Warszawa) | 20  |   |   |   | 30     | 40     | -10   | 18   |                              |
| 9      | Budowlani Warszawa     | 20  |   |   |   | 30     | 37     | -7    | 16   | Spadek do klasy A            |
| 10     | Ogniwo Warszawa(b)     | 20  |   |   |   | 31     | 57     | -26   | 15   | Spadek do klasy A            |
| 11     | Gwardia Olsztyn        | 20  |   |   |   | 27     | 49     | -22   | 13   | Spadek do klasy A            |
| Tabela | Tabela                 | 220 |   |   |   | 428    | 428    |       | 220  |                              |

## Grupa IV (gdańsko-bydgosko-koszalińska)
| Lp.    | Drużyna               | M   | Z  | R | P  | Bramki | Bramki | Różn. | Pkt. | Uwagi                        |
| ------ | --------------------- | --- | -- | - | -- | ------ | ------ | ----- | ---- | ---------------------------- |
| 1      | Stal Gdańsk           | 16  | 15 | 1 | 0  | 67     | 8      | +59   | 31   | awans do II ligi po barażach |
| 2      | Kolejarz Gdańsk       | 16  | 7  | 5 | 4  | 33     | 19     | +24   | 19   |                              |
| 3      | Kolejarz Toruń        | 16  | 8  | 3 | 5  | 30     | 19     | +11   | 19   |                              |
| 4      | Gwardia Gdańsk        | 16  | 6  | 5 | 4  | 17     | 16     | +1    | 17   |                              |
| 5      | Gwardia Słupsk        | 16  | 5  | 4 | 7  | 21     | 34     | -13   | 14   | Po sez. wycofana             |
| 6      | Kolejarz Gdynia(b)    | 16  | 5  | 3 | 8  | 27     | 36     | -9    | 13   |                              |
| 7      | Kolejarz Bydgoszcz    | 16  | 3  | 5 | 8  | 20     | 29     | -9    | 11   |                              |
| 8      | Spójnia Szczecinek(b) | 16  | 3  | 5 | 8  | 24     | 46     | -22   | 11   |                              |
| 9      | Unia Inowrocław       | 16  | 4  | 1 | 11 | 27     | 59     | -32   | 9    | Spadek do klasy A            |
| Tabela | Tabela                | 144 |    |   |    | 265    | 265    |       | 144  |                              |

## Grupa V (poznańsko-szczecińsko-zielonogórska)
| Lp.    | Drużyna                     | M   | Z  | R | P  | Bramki | Bramki | Różn. | Pkt. | Uwagi                        |
| ------ | --------------------------- | --- | -- | - | -- | ------ | ------ | ----- | ---- | ---------------------------- |
| 1      | Kolejarz Leszno(s)          | 22  | 14 | 7 | 1  | 56     | 10     | +46   | 35   | awans do II ligi po barażach |
| 2      | Stal Poznań                 | 22  | 14 | 6 | 2  | 50     | 17     | +33   | 34   |                              |
| 3      | Gwardia Kalisz              | 22  | 13 | 5 | 3  | 46     | 22     | +24   | 31   |                              |
| 4      | Gwardia Szczecin            | 22  | 12 | 5 | 5  | 26     | 24     | +2    | 29   |                              |
| 5      | Kolejarz Kępno(b)           | 22  | 12 | 4 | 6  | 41     | 29     | +12   | 28   |                              |
| 6      | Gwardia Poznań              | 22  | 8  | 6 | 8  | 35     | 29     | +6    | 22   |                              |
| 7      | Kolejarz Szczecin           | 22  | 8  | 4 | 10 | 38     | 48     | -10   | 20   |                              |
| 8      | Spójnia Gniezno             | 22  | 7  | 2 | 13 | 34     | 47     | -13   | 16   |                              |
| 9      | Budowlani Poznań            | 22  | 6  | 4 | 12 | 33     | 47     | -14   | 16   |                              |
| 10     | Unia Gorzów Wielkopolski(b) | 22  | 7  | 2 | 13 | 35     | 52     | -17   | 16   | Spadek do klasy A            |
| 11     | Spójnia Żary                | 22  | 3  | 6 | 13 | 26     | 56     | -30   | 12   | Spadek do klasy A            |
| 12     | Kolejarz Gorzów Wlkp.       | 22  | 1  | 3 | 18 | 23     | 62     | -39   | 5    | Spadek do klasy A            |
| 13     | Stal Zielona Góra           |     |    |   |    |        |        |       |      | wycofanie/do klasy A         |
| Tabela | Tabela                      | 264 |    |   |    | 443    | 443    |       | 264  |                              |

- Stal Zielona Góra wycofała się po 18 kolejkach (z bilansem 7pkt. 13:57), jej wyniki anulowano.

## Grupa VI (wrocławsko-opolska)
| Lp.    | Drużyna           | M   | Z | R | P | Bramki | Bramki | Różn. | Pkt. | Uwagi             |
| ------ | ----------------- | --- | - | - | - | ------ | ------ | ----- | ---- | ----------------- |
| 1      | Spójnia Lubań     | 18  |   |   |   | 62     | 21     | +41   | 28   | Baraże do II ligi |
| 2      | Unia Racibórz(b)  | 18  |   |   |   | 42     | 21     | +21   | 28   |                   |
| 3      | Unia Kędzierzyn   | 18  |   |   |   | 37     | 30     | +7    | 22   |                   |
| 4      | Włókniarz Prudnik | 18  |   |   |   | 33     | 29     | +4    | 21   |                   |
| 5      | Stal Wrocław      | 18  |   |   |   | 48     | 31     | +9    | 20   |                   |
| 6      | Stal Świdnica(b)  | 18  |   |   |   | 34     | 40     | -6    | 16   |                   |
| 7      | Stal Świebodzice  | 18  |   |   |   | 25     | 31     | -6    | 16   |                   |
| 8      | Włókniarz Chojnów | 18  |   |   |   | 24     | 46     | -22   | 12   |                   |
| 9      | Gwardia Opole     | 18  |   |   |   | 24     | 54     | -29   | 9    | Spadek do klasy A |
| 10     | LZS Chróścice     | 18  |   |   |   | 15     | 41     | -26   | 8    | Spadek do klasy A |
| Tabela | Tabela            | 180 |   |   |   | 344    | 344    |       | 180  |                   |

- Baraż o mistrzostwo okręgu: Spójnia - Unia 1:1, 2:1 (po dwóch dogrywkach)[8]

## Grupa VII (rzeszowsko-lubelska)
| Lp.    | Drużyna              | M   | Z  | R  | P  | Bramki | Bramki | Różn. | Pkt. | Uwagi             |
| ------ | -------------------- | --- | -- | -- | -- | ------ | ------ | ----- | ---- | ----------------- |
| 1      | Włókniarz Krosno     | 16  | 12 | 3  | 1  | 40     | 16     | +24   | 27   | Baraże do II ligi |
| 2      | Stal Rzeszów         | 16  | 10 | 2  | 4  | 42     | 17     | +25   | 22   |                   |
| 3      | Gwardia Rzeszów(b)   | 16  | 9  | 4  | 3  | 36     | 19     | +17   | 22   |                   |
| 4      | Stal Stalowa Wola(b) | 16  | 8  | 3  | 5  | 35     | 13     | +22   | 19   |                   |
| 5      | Budowlani Przemyśl   | 16  | 6  | 3  | 7  | 23     | 19     | +4    | 15   |                   |
| 6      | Kolejarz Przemyśl    | 16  | 7  | 1  | 8  | 21     | 30     | -9    | 15   |                   |
| 7      | Spójnia Jarosław     | 16  | 3  | 4  | 9  | 16     | 49     | -33   | 10   |                   |
| 8      | Ogniwo Lublin        | 16  | 4  | 1  | 11 | 20     | 37     | -17   | 9    |                   |
| 9      | Ogniwo Rzeszów       | 16  | 1  | 3  | 12 | 6      | 39     | -33   | 5    | Spadek do klasy A |
| Tabela | Tabela               | 144 | 60 | 24 | 60 | 239    | 239    |       | 144  |                   |

- Gwardia Lublin (spadkowicz z II ligi) po pierwszej kolejce została zastąpiona przez Gwardię Chełm, która po drugiej kolejce została wycofana decyzją Sekcji Piłki Nożnej GKKF[10]. Wyniki z tych dwóch kolejek zostały anulowane, a oba kluby grały w tym sezonie w klasie A.
- Po wycofaniu w poprzednim sezonie OWKSu tradycje Lublinianki przejmuje Ogniwo Lublin (powstały w 1950 roku i złożony z cywilnych piłkarzy i działaczy wojskowej Lublinianki). W tym samym (1954) roku Ogniwo zmienia nazwę na WKS Lublinianka.

## Grupa VIII (łódzko-kielecko-częstochowska)
| Lp.    | Drużyna                     | M   | Z  | R | P  | Bramki | Bramki | Różn. | Pkt. | Uwagi             |
| ------ | --------------------------- | --- | -- | - | -- | ------ | ------ | ----- | ---- | ----------------- |
| 1      | Stal Radom(b)               | 18  | 11 | 3 | 4  | 37     | 19     | +18   | 25   | Baraże do II ligi |
| 2      | Ogniwo Częstochowa          | 18  | 10 | 4 | 4  | 45     | 24     | +21   | 24   |                   |
| 3      | Kolejarz Łódź               | 18  | 10 | 2 | 6  | 34     | 27     | +7    | 22   |                   |
| 4      | Włókniarz Radom             | 18  | 7  | 6 | 5  | 34     | 32     | +2    | 20   |                   |
| 5      | Stal Skarżysko-Kamienna     | 18  | 7  | 4 | 7  | 34     | 33     | +1    | 18   |                   |
| 6      | Włókniarz Pabianice         | 18  | 7  | 4 | 7  | 32     | 34     | -2    | 18   |                   |
| 7      | Spójnia Tomaszów Mazowiecki | 18  | 8  | 0 | 10 | 39     | 43     | -4    | 16   |                   |
| 8      | Unia Piotrków Trybunalski   | 18  | 5  | 4 | 9  | 26     | 35     | -9    | 14   |                   |
| 9      | Stal Starachowice           | 18  | 5  | 2 | 11 | 21     | 26     | -5    | 12   |                   |
| 10     | Włókniarz-Widzew Łódź       | 18  | 4  | 3 | 11 | 24     | 53     | -29   | 11   | Spadek do klasy A |
| Tabela | Tabela                      | 180 |    |   |    | 326    | 326    |       | 180  |                   |

## Eliminacje do II Ligi

### Grupa I
| Lp. | Drużyna         | M | Z | R | P | Bramki | Bramki | Różn. | Pkt. | Uwagi            |
| --- | --------------- | - | - | - | - | ------ | ------ | ----- | ---- | ---------------- |
| 1   | Stal Gdańsk     | 6 | 4 | 1 | 1 | 17     | 9      | +8    | 9    | Awans do II ligi |
| 2   | Stal Lipiny     | 6 | 3 | 0 | 3 | 9      | 12     | -3    | 6    | Awans do II ligi |
| 3   | Kolejarz Kraków | 6 | 2 | 1 | 3 | 10     | 13     | -3    | 5    |                  |
| 4   | Stal Radom      | 6 | 2 | 0 | 4 | 9      | 11     | -2    | 4    |                  |

| Lp. | Gospodarz / Gość → | GDA | LIP | KOL | RAD |
| --- | ------------------ | --- | --- | --- | --- |
| 1   | Stal Gdańsk        | X   | 3:0 | 4:2 | 3:2 |
| 2   | Stal Lipiny        | 1:4 | X   | 1:0 | 4:2 |
| 3   | Kolejarz Kraków    | 3:3 | 3:1 | X   | 2:1 |
| 4   | Stal Radom         | 1:0 | 0:2 | 3:0 | X   |

### Grupa II
| Lp. | Drużyna              | M | Z | R | P | Bramki | Bramki | Różn. | Pkt. | Uwagi            |
| --- | -------------------- | - | - | - | - | ------ | ------ | ----- | ---- | ---------------- |
| 1   | Kolejarz Leszno      | 6 | 4 | 0 | 0 | 8      | 3      | +5    | 8    | Awans do II ligi |
| 2   | Spójnia Warszawa     | 6 | 3 | 1 | 2 | 8      | 7      | +1    | 7    | Baraż o II ligę  |
| 3   | Spójnia Lubań Śląski | 6 | 3 | 1 | 2 | 9      | 9      | 0     | 7    | Baraż o II ligę  |
| 4   | Włókniarz Krosno     | 6 | 0 | 2 | 4 | 2      | 8      | -6    | 2    |                  |

- Z powodu tej samej ilości punktów został rozegrany dodatkowy mecz barażowy o II ligę:Spójnia Warszawa – Spójnia Lubań Śląski (4:1)

| Lp. | Gospodarz / Gość →   | KOL | WAR | LUB | WŁÓ |
| --- | -------------------- | --- | --- | --- | --- |
| 1   | Kolejarz Leszno      | X   | 1:0 | 3:1 | 1:0 |
| 2   | Spójnia Warszawa     | 1:0 | X   | 4:1 | 1:0 |
| 3   | Spójnia Lubań Śląski | 1:0 | 4:1 | X   | 1:0 |
| 4   | Włókniarz Krosno     | 0:3 | 1:1 | 1:1 | X   |